# 亚硝基染料
亚硝基染料（Nitroso Dye）是含有亚硝基发色基的染料。品种较少，主要为媒染染料，具有邻亚硝基苯酚的结构，可用于印花。

## 主要染料
- 媒染绿B（Naphthol Green B）